# Szemák Jenő
Szemák Jenő (Nagyszeben, 1887. február 4. – McIntosh, USA, 1971. július 30.) jogász, kúriai tanácselnök.

## Élete
Kolozsváron jogot végzett. 1920-ig a máramarosszigeti református jogakadémia tanára volt, a trianoni békeszerződés után kitiltották Erdélyből.
Ezt követően Budapesten kezdett el dolgozni, 1927-től a büntetőtörvényszéken lett tanácselnök, majd 1938-tól másodelnök lett, 1939-től pedig ő lett a törvényszék elnöke. Számos neves kommunista személy perét tárgyalta, köztük Szántó Zoltánét és Rákosi Mátyásét. Működését kommunistaellenesség jellemezte, rokonszenvezett a szélsőjobboldali mozgalmakkal.
A nyilaspuccsot követően ő lett a Kúria elnöke, ezért a második világháború után kénytelen volt nyugatra távozni. A magyar kormány kikérte ugyan mint háborús bűnöst, de a Hidegháború kiéleződése miatt kiadatására nem került sor, így csak távollétében tudták halálra ítélni. 1954-ben az USA-ban telepedett le, hátralevő életében egyetemi előadások tartásából élt.